# 奧利夫鎮區 (密歇根州渥太華縣)
奧利夫鎮區（英語：Olive Township）是位於美國密歇根州渥太華縣的一個行政鎮區。

## 地方資料
奧利夫鎮區的面積為93.80平方千米，當中陸地面積為93.80平方千米，而水域面積為8.80平方千米。根據2020年美國人口普查的數據，當地共有人口5007人，而人口密度為每平方千米53.38人。